# Tricase
Tricase är en ort och kommun i provinsen Lecce i regionen Apulien i Italien. Kommunen hade 17 525 invånare (2017).